# جيانغ بو (متزلج فني)
جيانغ بو (بالصينية: 蔣博) هو متزلج فني صيني، ولد في 21 أبريل 1992 في كيكيهار في الصين.

## وصلات خارجية
- جيانغ بو على موقع الاتحاد الدولي للتزلج (الإنجليزية)